# Strategieleiter
Der Chefstratege, Strategieleiter oder Leiter Unternehmensentwicklung, im amerikanischen Raum als Chief Strategy Officer (CSO) bezeichnet, ist eine funktionale Managementposition, welche in der Regel für die Strategieentwicklung und -umsetzung eines Unternehmens verantwortlich ist.
Als Antwort auf die gestiegene Unsicherheit in Wettbewerb und Umwelt, haben Unternehmen in jüngsten Jahren vermehrt ihren Strategieprozess formalisiert und Strategieleiter auf der Führungsebene installiert. Im Unterschied jedoch zu den USA, wo die Strategieleiter, die dort Chief Strategy Officer (CSO) heißen, meist auf der obersten Managementebene angesiedelt sind, sitzen Strategieleiter im deutschsprachigen Raum typischerweise eine Hierarchieebene darunter und haben keinen festen Sitz im Vorstand.
Das Aufgabenspektrum eines Strategieleiters ist sehr vielfältig und kann je nach Unternehmen unterschiedlich ausgestaltet sein. Kernaufgaben sind die Unterstützung der Geschäftsführung bei der Ausarbeitung der Unternehmensstrategie und strategischer Initiativen sowie die Strategieimplementierung. Häufig sind Strategieleiter aber auch mit diverseren weiteren Aufgaben, wie Mergers & Acquisitions, Investor Relations oder Strategiekommunikation, betraut.
In der Praxis können Strategieleiter in vier idealtypische Rollen unterteilt werden (Berater, Spezialisten, Coaches, Implementierer). Dabei ist die Rolle eines Strategieleiters im Zeitverlauf allerdings nicht statisch, sondern sie passt sich kontinuierlich an den Bedarf eines Unternehmens an.
Aufgrund der Nähe zum Vorstand oder der Geschäftsführung eines Unternehmens stellt die Strategieleiter-Position häufig eine Art Karrieresprungbrett für Manager dar.